# Vacansoleil-DCM Pro Cycling Team
Il Vacansoleil-DCM Pro Cycling Team (codice UCI: VCD) era una squadra ciclistica maschile di ciclismo su strada olandese attiva dal 2005 al 2013. Aveva licenza da UCI ProTeam, che le consentiva di partecipare alle gare dell'UCI World Tour.

## Storia

### I primi anni
Il team Vacansoleil è nato nel 2005 con la denominazione Fondas Imabo-Doorisol, ed è divenuto subito squadra Continental; nel 2009 ha assunto il nome Vacansoleil – dalla sponsorizzazione dell'azienda di affitti vacanze – ed è divenuta squadra Continental Professional, potendo dunque partecipare a tutte le gare dell'UCI Europe Tour e ricevere wild card per corse ProTour.
Sin dalla fondazione il general manager è l'olandese Daan Luijkx, coadiuvato fino al 2008 da Frits Schür. Dalla stagione 2009 il nuovo direttore sportivo è il belga Hilaire Van Der Schueren, in precedenza alla Cycle Collstrop: da questa squadra nello stesso anno arrivarono cinque nuovi corridori.

### 2010: arrivano i Feillu e Riccò
La stagione 2010 vide l'arrivo di due rinforzi dalla dismessa Agritubel, i fratelli Brice, scalatore messosi in luce con una vittoria di tappa al Tour de France 2009, e Romain Feillu, velocista. Altra punta per le volate era lo sloveno Božič, coadiuvati dal confermato Marco Marcato e dal neo-arrivo Alberto Ongarato (LPR); per le corse a tappe la squadra si affidò a Johnny Hoogerland, mentre per le classiche del nord a Bobbie Traksel e Björn Leukemans. Confermata la licenza Professional, la Vacansoleil ottenne dall'UCI la wild card per poter essere invitata alle corse del calendario UCI ProTour.
Le prime vittorie arrivarono già all'inizio di febbraio all'Étoile de Bessèges, con due successi di tappa di Božič; alle vittorie dello sloveno seguirono il trionfo finale di Wouter Mol al Tour of Qatar e quello di Traksel alla Kuurne-Bruxelles-Kuurne. La squadra partecipò quindi alla Parigi-Nizza ma non ricevette l'invito né per la Freccia Vallone né per il Tour de France. Leukemans chiuse comunque quarto al Giro delle Fiandre e sesto alla Parigi-Roubaix, mentre Marcato fu ottavo all'Amstel Gold Race. In giugno Matteo Carrara si impose nella classifica finale del Tour de Luxembourg, concludendo poi quindicesimo, a poco meno di due minuti da Fränk Schleck, al Tour de Suisse.
Al ritiro del trentacinquenne Matthé Pronk, fece fronte l'arrivo degli stagisti Pim Lighart e Tim Stevens. Tra luglio e agosto, per la stagione 2011, furono invece ingaggiati il due volte vincitore del Giro delle Fiandre Stijn Devolder (Quick Step) e l'altro belga Thomas De Gendt (Topsport Vlaanderen), mentre annunciarono la partenza Traksel, Mol e Brice Feillu
Le vittorie proseguirono con i successi di Romain Feillu alla Vuelta a Burgos e in una tappa del Tour de l'Ain. Il 16 agosto venne data l'ufficialità dell'ingaggio di Riccardo Riccò, che tornò a correre al Giro di Romagna. La stagione proseguì con il successo di Leukemans alla Druivenkoers-Overijse, gara in cui Marcato terminò secondo e Hoogerland quarto, quello di Romain Feillu al Grand Prix de Fourmies e quelli di Poels e Božič al Tour of Britain.
Con l'ufficialità dell'ingaggio di Ezequiel Mosquera per la stagione 2011, che si aggiungeva a quelli di Riccò e Devolder, la Vacansoleil puntò decisa ad ottenere la licenza ProTour. Tuttavia, poco dopo, lo spagnolo fu trovato positivo ad un controllo antidoping e la società si disse pronta ad annullare il contratto in caso di colpevolezza. Il 7 ottobre arrivò la prima vittoria di Riccò, e ultima stagionale per la squadra, alla Coppa Sabatini. Nonostante la vittoria, l'italiano, rientrato a marzo dalla squalifica per doping, fu oggetto per tale motivo delle lamentele dei tre corridori più rappresentativi della squadra, Leukemans, Hoogerland e Romain Feillu.

### 2011: la squadra diventa UCI ProTeam
Per la stagione 2011 arrivano come cosponsor la De Ceuster Meststoffen (DCM) e la Palmans, e, in qualità di direttore sportivo, l'olandese Jean-Paul van Poppel. A sorpresa l'UCI attribuisce alla Vacansoleil-DCM, per la stagione 2011, licenza da UCI ProTeam, utile a partecipare di diritto alle gare dell'UCI World Tour 2011.
È una scelta, questa, seguita dalle polemiche legate alla presenza in rosa di due corridori interessati da casi di doping, Riccardo Riccò (squalificato per due anni per la positività del 2008 al CERA) e il neo arrivato Ezequiel Mosquera, trovato positivo nel 2010: gli stessi Riccò e Mosquera sono peraltro le due punte della squadra per i grandi giri. Per le classiche, il neo-arrivato Stijn Devolder (Quick Step) e Matteo Carrara, sono supportati da Björn Leukemans, Johnny Hoogerland e Wouter Mol. La squadra dei velocisti è composta da Borut Božič, principale sprinter, Marco Marcato e Romain Feillu. La rosa è completata da Alberto Ongarato, Mirko Selvaggi, Marcello Pavarin, Santo Anzà e Ruslan Pidhornyj, possibili gregari dei capitani in salita. Una squadra povera di giovani da far crescere, ma strutturata per puntare subito alla vittoria.

## Cronistoria

### Annuario
| Anno | Codice | Nome                                                                             | Cat. | Biciclette  | Dirigenza |
| ---- | ------ | -------------------------------------------------------------------------------- | ---- | ----------- | --- |
| 2005 | FID    | Fondas Imabo-Doorisol                                                            | CT   | Jan Janssen | Manager: Daan Luijkx Dir. sportivi: Kees de Brouwer, Pierre van Est                                                    |
| 2006 | FPT    | Fondas-P3 Transfer Team                                                          | CT   | Gazelle     | Manager: Daan Luijkx Dir. sportivi: Kees de Brouwer, Pierre van Est                                                    |
| 2007 | FPT    | Fondas-P3 Transfer Team(fino al 2 maggio) P3 Transfer-Fondas Team (dal 3 maggio) | CT   | Gazelle     | Manager: Daan Luijkx Dir. sportivi: Frits Schür, Kees de Brouwer, Pierre van Est                                       |
| 2008 | FPT    | P3 Transfer-Batavus                                                              | CT   | Batavus     | Manager: Daan Luijkx Dir. sportivi: Michel Cornelisse, Frits Schür, Kees de Brouwer, Pierre van Est                    |
| 2009 | VAC    | Vacansoleil Pro Cycling Team                                                     | PCT  | Batavus     | Manager: Daan Luijkx Dir. sportivi: Michel Cornelisse, Hilaire Van Der Schueren                                        |
| 2010 | VAC    | Vacansoleil Pro Cycling Team                                                     | PCT  | Batavus     | Manager: Daan Luijkx Dir. sportivi: Michel Cornelisse, Hilaire Van Der Schueren, Kees de Brouwer                       |
| 2011 | VCD    | Vacansoleil-DCM Pro Cycling Team                                                 | WT   | Ridley      | Manager: Daan Luijkx Dir. sportivi: Michel Cornelisse, Hilaire Van Der Schueren                                        |
| 2012 | VCD    | Vacansoleil-DCM Pro Cycling Team                                                 | WT   | Bianchi     | Manager: Daan Luijkx Dir. sportivi: Jean-Paul van Poppel, Michel Cornelisse, Hilaire Van Der Schueren, Charles Palmans |
| 2013 | VCD    | Vacansoleil-DCM Pro Cycling Team                                                 | WT   | Bianchi     | Manager: Daan Luijkx Dir. sportivi: Jean-Paul van Poppel, Michel Cornelisse, Hilaire Van Der Schueren, Aart Vierhouten |

### Classifiche UCI
Fino al 1998, le squadre ciclistiche erano classificate dall'UCI in un'unica divisione. Nel 1999 la classifica a squadre venne divisa in prima, seconda e terza categoria (GSI, GSII e GSIII), mentre i corridori rimasero in classifica unica. Nel 2005 fu introdotto l'UCI ProTour e, parallelamente, i Circuiti continentali UCI; dal 2009 le gare del circuito ProTour sono state integrate nel Calendario mondiale UCI, poi divenuto UCI World Tour.
| Anno | Class.     | Pos. | Migliore cl. individuale  |
| ---- | ---------- | ---- | ------------------------- |
| 2005 | Europe T.  | 102º | Tom De Meyer (692º)       |
| 2006 | Europe T.  | 61º  | Peter Möhlmann (331º)     |
| 2007 | Europe T.  | 63º  | Wouter Mol (183º)         |
| 2008 | Europe T.  | 13º  | Bobbie Traksel (10º)      |
| 2009 | Europe T.  | 2º   | Borut Božič (16º)         |
| 2009 | World Cal. | 21º  | Johnny Hoogerland (67º)   |
| 2010 | Europe T.  | 1º   | Riccardo Riccò (3º)       |
| 2010 | World Cal. | 24º  | Björn Leukemans (55º)     |
| 2011 | World Tour | 17º  | Marco Marcato (47º)       |
| 2012 | World Tour | 16º  | Thomas De Gendt (38º)     |
| 2013 | World Tour | 19º  | Juan Antonio Flecha (83º) |

## Palmarès
Aggiornato al 25 agosto 2013

### Grandi Giri
- Giro d'Italia

Partecipazioni: 3 (2011, 2012, 2013)
Vittorie di tappa: 1
2012 (Thomas De Gendt)
Vittorie finali: 0
Altre classifiche: 0
- Tour de France

Partecipazioni: 3 (2011, 2012, 2013)
Vittorie di tappa: 0
Vittorie finali: 0
Altre classifiche: 0
- Vuelta a España

Partecipazioni: 4 (2009, 2011, 2012, 2013)
Vittorie di tappa: 1
2009 (Borut Božič)
Vittorie finali: 0
Altre classifiche: 0

### Campionati nazionali
Strada
- Campionati colombiani: 1

Cronometro: 2013 (José Rujano)
- Campionati olandesi: 4

In linea: 2011 (Pim Ligthart); 2013 (Johnny Hoogerland)
Cronometro: 2012, 2013 (Lieuwe Westra)
- Campionati svedesi: 1

In linea: 2008 (Jonas Ljungblad)
- Campionati uzbeki: 3

In linea: 2009, 2010, 2011 (Sergej Lagutin)
Pista
- Campionati olandesi: 5

Mezzo fondo: 2006, 2007, 2008 (Reinier Honig)
Madison: 2006 (Wim Stroetinga)
Scratch: 2006 (Wim Stroetinga)